# Arran (regió)
Arran és el nom que va portar a partir de la dominació musulmana la regió situada entre el Kura i l'Araxes. Aquesta regió la formaven principalment les províncies armènies de Siunia i Artsakh.
El nom s'aplicava anteriorment a la part oriental de Transcaucàsia, és a dir a l'actual república de l'Azerbaidjan (províncies armènies d'Artsakh, Uti i Paitakaran). Els armenis l'anomenaven Aluanq, els grecs Albània, i els georgians Rani. Probablement va derivar de Rani (Al-Ran).
Fins al 387 aquesta zona era part integrant d'Armènia amb les províncies d'Artshakh, Uti i Paitakaran, però en aquest any, en el repartiment entre romans d'Orient i sassànides, les dues primeres províncies van passar a Albània (Aghuània) i la tercera a Pèrsia. La població tant de les unes com de les altres estava molt barrejada i al segle vii encara parlava una llengua anomenada rani (que encara es parlava a Bardaa al segle X). A la caiguda dels sassànides els senyors locals es van sotmetre als khàzars.

## Dominacions àrab i musulmana
Les primeres incursions àrabs es van fer sota la direcció de Salman ibn Rabia i Habib ibn Màslama, al final de califat d'Úmar. Al començament del califat d'Uthman es van sotmetre les principals ciutats: Baylakan, Bardaa, Kabala i Shamkor. Els musulmans però van estar en guerra contra els prínceps locals i els khàzars que feren incursions freqüents a la zona. Sota el califa Abd-al-Màlik ibn Marwan (685–705) els cristians de l'Arran (Aghuània), que s'havien sotmès a l'església grega ortodoxa, es va incorporar a l'església armènia amb l'ajut i l'aprovació dels àrabs. Vegeu Aghuània.
Els omeies van designar governadors, entre ells a Màslama ibn Abd-al-Màlik nomenat per Hixam el 725, que va establir guarnicions permanents, principalment a Badjarwan i a Bardaa que fou el centre de la lluita contra els khàzars. Entre el 731 i el 744 sota el govern de Marwan ibn Muhàmmad (darrer califa omeia) els khàzars foren rebutjats definitivament.
Es coneixen monedes emeses a Bardaa i Baylakan entre el 762 i el 840.
El rei d'Aghuània, de la dinastia Mihrakan, era conegut pels àrabs com batrik d'Arran. El 821 va morir en combat el rei Varaz Terdat.
L'ixkhan de Shake (Shakki), Sahl fill de Sumbat, va estendre el seu domini sobre part de l'Arran i es va declarar independent, però després es va reconciliar amb el califat i va col·laborar en la lluita contra Babak entregant al cap rebel que s'havia refugiat als seus dominis; Shake fou ocupat per Bogha al-Khabir vers el 853 i el príncep deportat a Samarra el 854. L'ixkhan Hamam va agafar el títol reial el 893, si bé va mantenir certa lleialtat al rei d'Armènia Simbaci I el Màrtir. En aquests anys el territori al sud del Kura fou en mans dels Sadjides, directament o a través de prínceps locals vassalls.
Mazurban ibn Muhàmmad ibn Mussàfir fou emir d'Arran i l'Azerbaidjan del 941 al 957 i gairebé tots els prínceps locals es van declarar els seus vassalls. Durant el seu govern els russos de Kiev van fer una incursió fins a Bardaa.
Després Arran va caure en poder dels emirs xaddàdides de Gandja i Dvin, entre els quals destaca Abu-l-Àswar Xawur ibn Fadl ibn Muhàmmad ibn Xaddad (1049-1067).

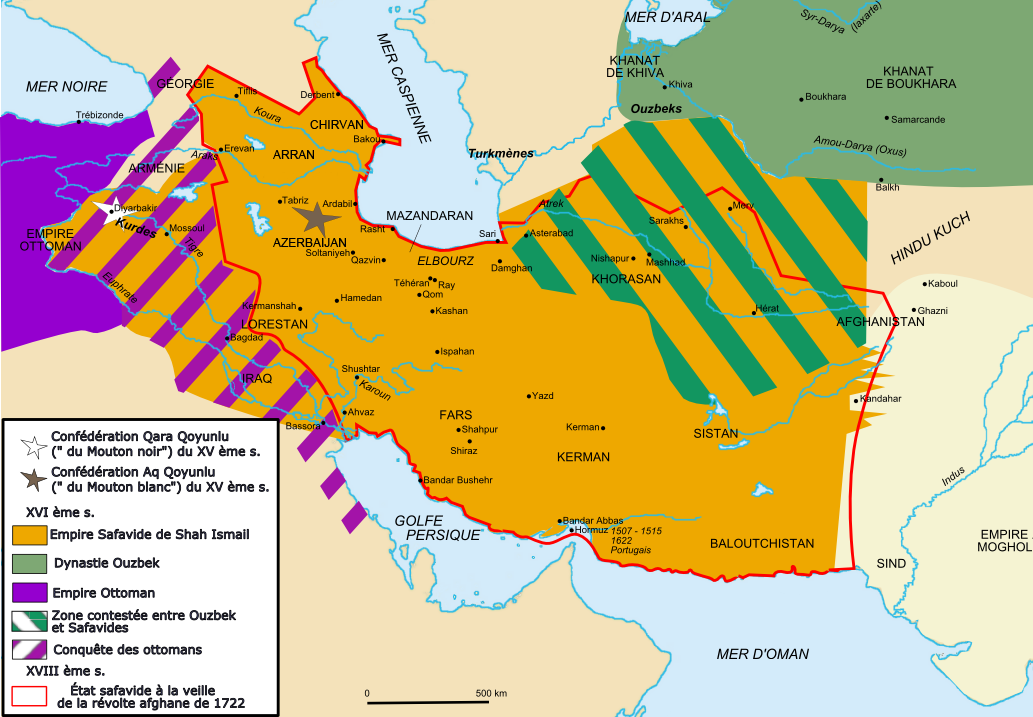
Arran durant els segles XV i XVI, sota domini de Mongols i Turcmens primer, i Otomans i Savàfides després.

## Domini mongol
El 1075 els xaddàdides foren eliminats pels seljúcides. Alp Arslan va nomenar governador el general Sawtakin, i les tribus turques es van establir a la regió. La capital, abans a Bardaa, es va desplaçar a Baylakan fins al 1221, en què fou destruïda pels mongols. Llavors l'Arran va quedar unit a l'Azerbaidjan i ambdues regions governades com una sola província i amb un sol governador.
La regió va prendre el nom de Karabakh (segles xiii i xiv) i el nom d'Arran desapareix després del segle xv.